# Laurin & Klement H
Laurin & Klement H byl model automobilu, respektive typ podvozku nákladního automobilu, vyráběný firmou Laurin & Klement v Mladé Boleslavi od roku 1907 do roku 1913. Vyrobilo se celkem 31 kusů.

## Historie
Jednalo se o vůbec první model čistě užitkového vozidla zkonstruovaného v mladoboleslavské továrně L&K. Na jeho konstrukci se patrně významně podílel zde zaměstnaný automobilový konstruktér František Kec, který v továrně L&K od roku 1908 vedl oddělení vývoje nákladních vozů. Nejstaršími typy byly varianty nákladního vozu HL a autobusů HO (16 až 36 pasažérů), HOP (12 až 17 pasažérů) a HOS (17 až 22 pasažérů) se slabším motorem 30/32 HP, vyrobené v počtu 11 kusů v letech 1907 až 1909. Mezi lety 1910 a 1913 bylo pak vyrobeno dalších 20 vozů typů HL a HO s motory 35/40 HP, v nástavbách eventuálně upravených dle individuálních požadavků zákazníků. Všechny modely měly odkryté sezení pro řidiče. 

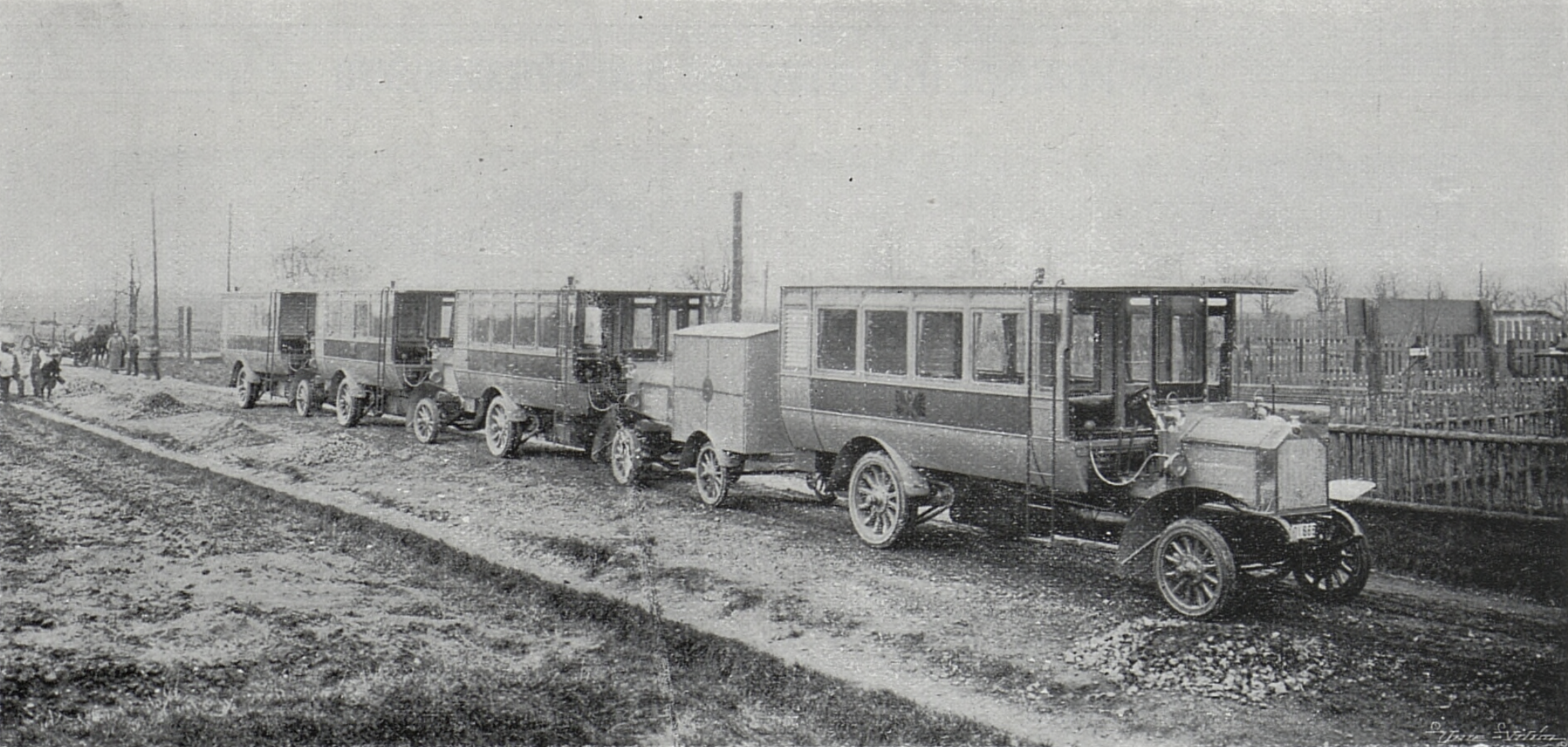
Čtyři autobusy HOS při předání pardubickému ředitelství pošt 28. dubna 1908 (Český svět, květen 1908)

Varianty autobusů L&K H stály u počátků autobusové dopravy v Česku. Čtyři vozy HOS obsluhovaly první dvě státní autobusové linky rakouského ředitelství pošt a telegrafů pro země české z Pardubic, které slavnostně zahájily provoz 13. května 1908 v 8 hodin ráno do Lázní Bohdaneč. Na prvních linkách Pardubice – Bohdaneč (11 km, 64 minut) a Pardubice – Holice se autobusy pohybovaly optimální rychlostí 26 km/h. Autobusy HOP obohatily také vozový park Dopravního podniku král. hl. m. Prahy a fungovaly na prvních pražských autobusových linkách, rovněž jedněch z prvních městských linek v Česku. Díky zastoupení firmy v Petrohradu, tehdejšího hlavního města Ruského impéria, byly vozy H mj. nabízeny také v katalozích pro ruský trh.

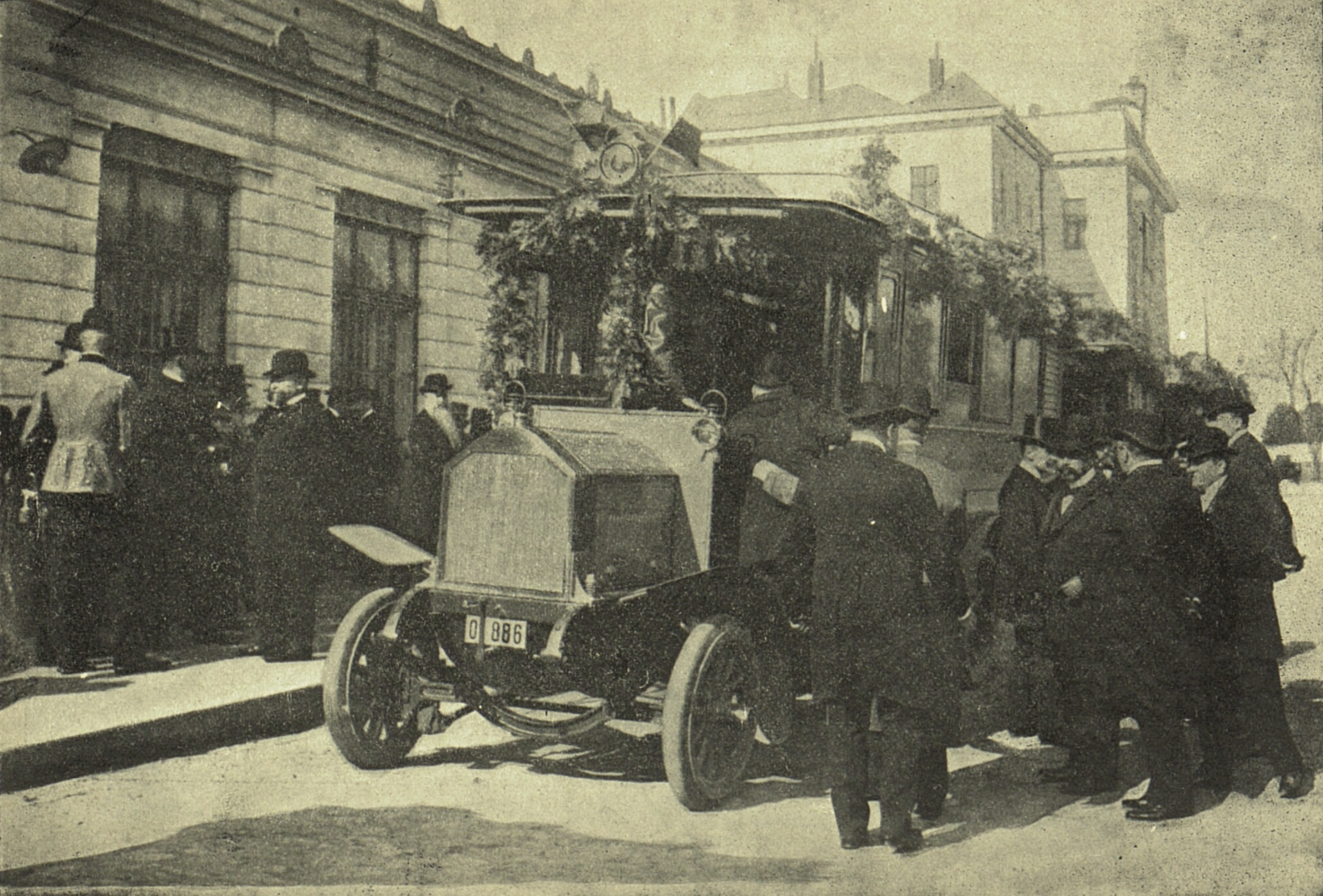
Slavnostní zahájení autobusové linky Pardubice – Lázně Bohdaneč v Pardubicích 13. května 1908 (časopis Světozor)

Výroba typů H byla ukončena roku 1913, kdy byl model nahrazen modernější variantou Laurin & Klement MS. 

## Technické údaje
Stejně jako většina ostatních tehdejších vozů Laurin & Klement měl motor uložený vpředu s pohonem zadních kol, tuhou nápravu a listová pera. Vůz měl čtyřválcový motor SV a čtyřstupňovou převodovku: s objemem 5919 cm³, výkonem 23,5 kW (32 koní), velikostí vrtání 116 mm a zdvihem 140 mm (modely HO a starší typ HL) či s objemem 7364/7965 cm³, výkonem 29,4 kW (40 koní), velikostí vrtání 125/130 mm a zdvihem 150 mm. Vůz dosahoval maximální rychlosti od 12 do 25 km/h v závislosti na nosnosti vozu.